# Клеретум
Клеретум (лат. Cleretum) — род растений семейства Аизовые (Aizoaceae) произрастающий на территории Капской провинции ЮАР.

## Название
Родовое латинское (научное) название Cleretum происходит от греческого слова kleros, что означает «судьба», «шанс» или «жребий».

## Ботаническое описание

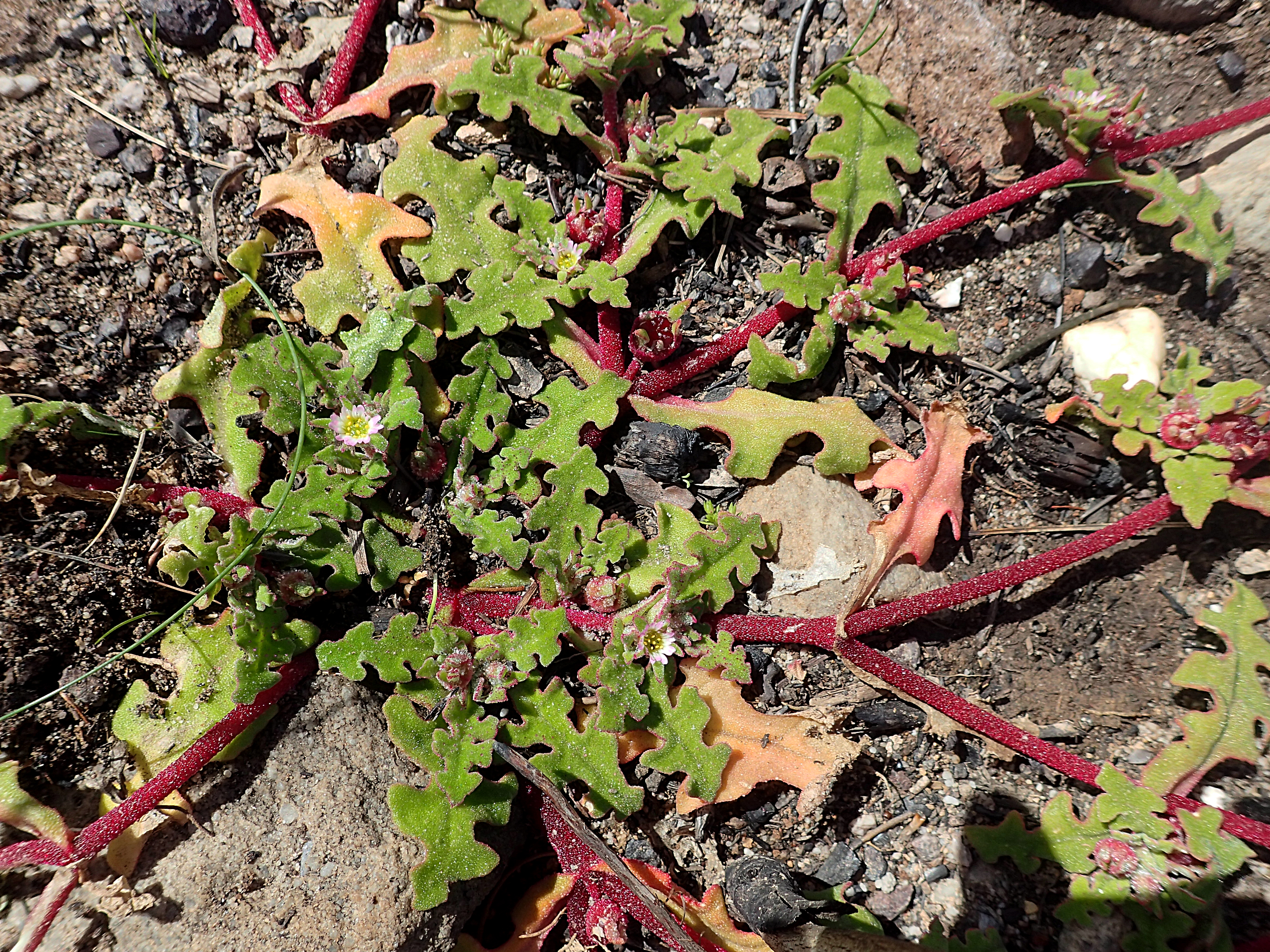
Cleretum herrei

Представители рода — однолетние прямостоячие травянистые растения. Листья супротивные, +/- лопатчатые, цельнокрайные или иногда перисто-надрезанные. 

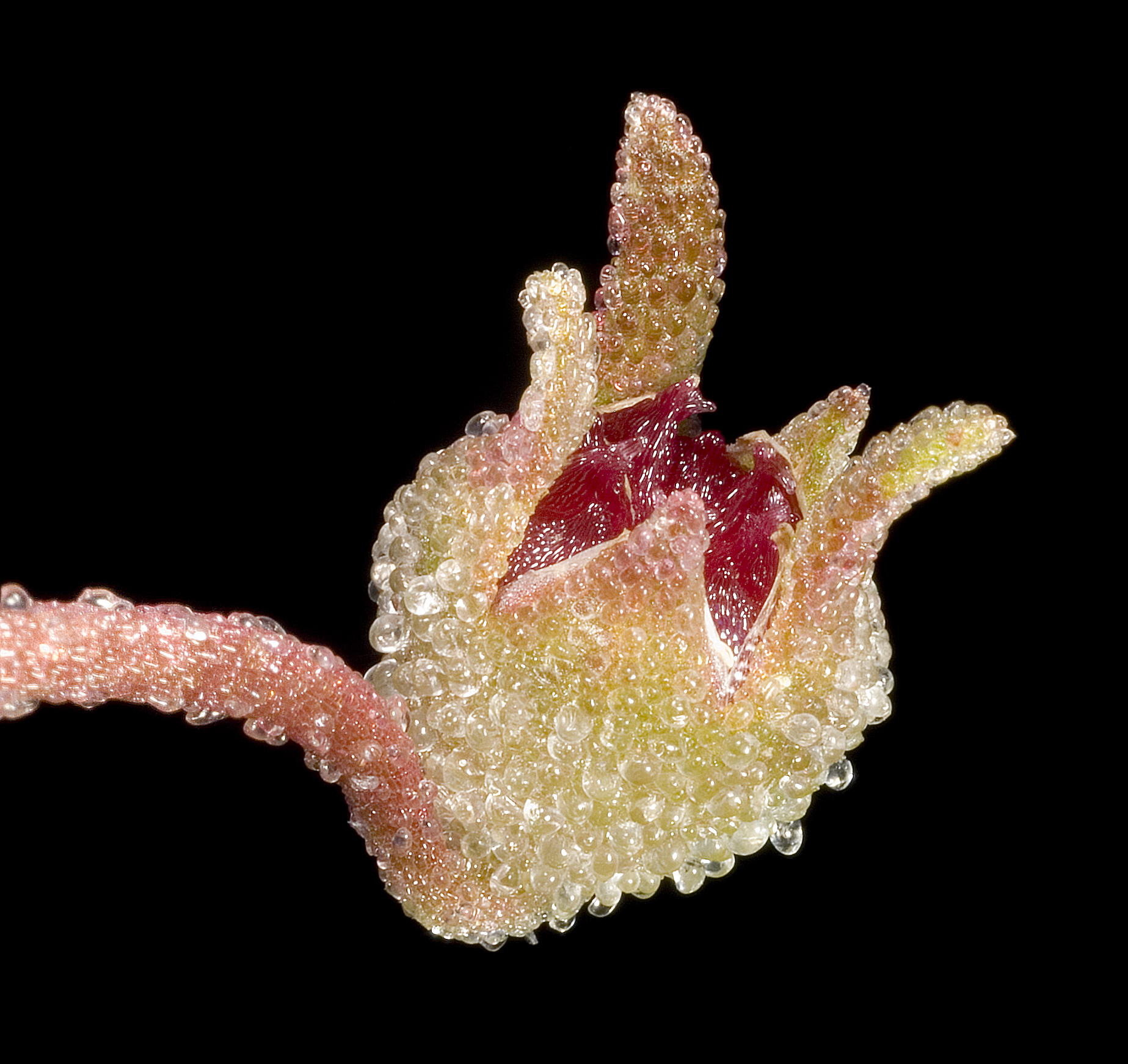
Бутон Cleretum papulosum

Цветки одиночные, верхушечные, на цветоножке, двудольные, могут быть мелкими или крупными. Чашелистиков 5. Лепестки от 1 до 3 рядов, немногочисленные (+/- 20) и короткие (длиной 2-4 мм) или многочисленные и длинные, желтые или белые. Тычинок относительно мало; стаминодий от 6 до многих. Нектарник состоит из 5 отдельных темно-зеленых железок. Завязь выпуклая сверху с 5 выступающими гребнями; рылец 5(6), от нитевидных до узкошиловидных. Плод представляет собой 5(6)-гнездную коробочку, близкую к плодам растений рода Mitrophyllum; верхняя часть капсулы отчетливо ребристая; с большими расширяющимися листами; расширяющиеся кили параллельны, большие; крылья створки широкие; кроющие мембраны маленькие или отсутствуют. Семена тупо-треугольные, сжатые, мелкобугорчатые или гладкие (информация основана на 3 видах, но на июнь 2023 года род содержит 14 видов).

## Распространение
Клеретум происходит из Капской провинции Южно-Африканской Республики. Представители рода были интродуцированы в Ирак, Мадейру и Австралию.

## Таксономия
Cleretum N.E.Br., первое упоминание в Gard. Chron., ser. 3, 78: 412. 1925. Род входит в подсемейство Ruschioideae, в трибу Dorotheantheae.

### Виды
Согласно данным сайта «Список растений Мировой флоры онлайн» на июнь 2023 года, род состоит из 14 видов:
- Cleretum apetalum (L.f.) N.E.Br.
- Cleretum bellidiforme (Burm.f.) G.D.Rowley
- Cleretum booysenii (L.Bolus) Klak
- Cleretum bruynsii Klak
- Cleretum clavatum (Haw.) Klak
- Cleretum herrei (Schwantes) Ihlenf. & Struck
- Cleretum hestermalense (Ihlenf. & Struck) Klak
- Cleretum lyratifolium Ihlenf. & Struck
- Cleretum maughanii (N.E.Br.) Klak
- Cleretum papulosum (L.f.) L.Bolus
- Cleretum patersonjonesii Klak
- Cleretum pinnatifidum (L.f.) L.Bolus
- Cleretum rourkei (L.Bolus) Klak
- Cleretum schlechteria (Schwantes) N.E.Br.